# Chris Rolfe
Chris Rolfe (Kettering, 17 januari 1983) is een Amerikaans voetballer die bij voorkeur als aanvaller speelt. Hij verruilde in 2014 Chicago Fire voor DC United.

## Clubcarrière
Rolfe werd in de derde ronde van de MLS SuperDraft 2005 door Chicago Fire gekozen. Rolfes tijd bij Chicago was succesvol te noemen. In zijn eerste seizoen scoorde hij acht keer waarmee hij topscorer van het team was. In zijn eerste vier jaar bij de club scoorde hij in totaal dertig goals. Op 2 september 2009 werd bekendgemaakt dat Rolfe bij het Deense Aalborg BK had getekend. Rolfe had door blessures een moeilijk begin in Denemarken maar kwam later in het seizoen toch beter in vorm.
Op 15 april 2012 werd Rolfes terugkeer bij Chicago Fire bekendgemaakt. Hij maakte op 2 juni tegen New England Revolution opnieuw zijn debuut. Hij verving in de zeventigste minuut Dominic Oduro. Op 17 juni maakte hij tegen New York Red Bulls zijn eerste doelpunt. Aan het einde van 2012 was hij topscorer van het team en werd hij tot MVP, een prijs voor de meest belangrijke speler van een team, bekroond. Op 2 april 2014 werd hij naar DC United gestuurd. In zijn debuutwedstrijd op 5 april 2014 tegen New England Revolution maakte hij ook direct zijn eerste doelpunt voor DC United.

## Interlandcarrière
Rolfe maakte op 12 november 2005 zijn debuut voor de Verenigde Staten in een vriendschappelijke interland tegen Schotland. Hij viel in de 58e minuut in voor Josh Wolff.